# Franz Lackner
Franz Lackner OFM (ur. 14 lipca 1956 w Feldbach) – austriacki duchowny rzymskokatolicki, franciszkanin, przełożony prowincji franciszkanów w Wiedniu w latach 1999–2002, biskup pomocniczy Grazu-Seckau w latach 2002–2013, arcybiskup metropolita Salzburga i tym samym Primas Germaniae od 2014, zastępca przewodniczącego Konferencji Episkopatu Austrii w latach 2015–2020, przewodniczący Konferencji Episkopatu Austrii od 2020.

## Życiorys
Franz Lackner urodził się 14 lipca 1956 jako Anton Lackner. Pochodzi z południowo-wschodniej styryjskiej wioski St. Anna am Aigen. Dorastał w rodzinie rolników i po ukończeniu szkoły średniej pracował jako elektryk. Po służbie jako żołnierz ONZ na Cyprze w latach 1978–1979, podjął decyzję o zostaniu księdzem. Następnie rozpoczął edukację w liceum w Horn.
W 1984 wstąpił do zakonu franciszkańskiego. Pierwsze śluby zakonne w złożył 16 września 1985, zaś śluby wieczyste 2 września 1989 jako Franz Lackner.
23 czerwca 1991 otrzymał święcenia kapłańskie. Po święceniach rozpoczął studia doktoranckie z filozofii na Papieski Uniwersytet Antonianum w Rzymie, które ukończył w 1997. Po uzyskaniu tytułu wykładał na tej uczelni metafizykę, zaś w 1999 został mianowany przełożonym prowincji franciszkańskiej w Wiedniu i od tego samego roku wykładał filozofię na Uniwersytecie Filozoficzno-Teologicznym w Heiligenkreuz.
23 października 2002 papież Jan Paweł II mianował go biskupem pomocniczym Graz-Seckau ze stolicą tytularną Balecium. Sakry biskupiej udzielił mu 8 grudnia 2002 bp Egon Kapellari – ordynariusz diecezji Grazu-Seckau.
10 listopada 2013 kapituła metropolitalna Salzburga wybrała go, a 18 listopada papież Franciszek zatwierdził wybór na arcybiskupa metropolitę Salzburga. Kanoniczne objęcie urzędu odbyło się 7 stycznia 2014, zaś ingres nastąpił 12 stycznia. Arcybiskup Lackner jest metropolitą prowincji kościelnej Salzburga. Ma także tytuł Primas Germaniae (Pierwszy biskup Niemiec).
29 czerwca 2014 w bazylice św. Piotra w Rzymie odebrał od papieża paliusz metropolitalny.
W latach 2015–2020 był zastępcą przewodniczącego, a 16 czerwca 2020 został wybrany na przewodniczącego Konferencji Episkopatu Austrii.